# Patu digua
Patu digua és una espècie d'aranyes araneomorfs de la família dels simfitognàtids (Symphytognathidae). Fou descrita per primera vegada per Forster i Platnick l'any 1977.
És una espècie molt petita d'aranya. L'holotip (mascle) i el paratip (femella) va ser trobat al Rio Digua, prop de Queremal, Valle del Cauca, a Colòmbia.
Per alguns, és l'aranya més petita en el món. Els mascles assoleixen una mida de cos d'aproximadament 0.37 mm. Tanmateix, hi ha altres espècies d'aranyes d'una mida similar on només es coneix la femella; i, les aranyes mascles, són generalment més petites.